# قراز ليلي
 قراز ليلي (الاسم العلمي: Nothocrax urumutum) هو نوع من الطيور يتبع جنس القراز المزيف من فصيلة القرازية.